# Academic Collaborations for Sick Children
『Academic Collaborations for Sick Children』（アカデミック・コラボレーションズ・フォー・シック・チルドレン、略称：ACSC）は、小児医療の発展を目的とした国際学術雑誌である。2009年8月25日、誠文堂新光社（日本学術連携医学会/東京大学学術連携研究会・編）によって創刊された。

## 発行の目的・意義
小児科は子供の総合医療を扱うというその性格上、特に他科との連携が求められる分野であるにもかかわらず、日本の小児がんの研究体制は依然として国際的に遅れており、決して十分とは言えない。異分野との連携が求められる一方、限りなく分野が細分化されていく現代科学の状況で、分野を超えて研究を進めることのできる研究者の育成は必須である。ACSCでは、革新的な研究成果の公開は勿論、異分野連携を進めることのできる研究者を育成することを目的としている。

### 異分野連携研究の問題点
小児医療の異分野連携研究にあたり、下記の大きな問題点があった。
1. 治療につながりそうな研究成果に関する情報発信が少ない（医師の忙しさ、小児基礎研究者が少数）
2. 研究バックグラウンド（知識・経験）の違いによるコミュニケーション障害
3. 異分野連携研究経験のある研究者・コーディネータの不在（①、②を理由とし、人材育成が不十分）

「異分野連携による研究アイディア」、「情報発信」、「人材育成」という視点で編集することで、これらの問題点の克服を試みている。

## 特徴
ACSCは下記のような特徴を持っている。
（1）異分野連携の発展
異分野間の研究成果・技術を組み合わせていることを論文受理の必須条件とし、新規かつ重要な研究アイディアを持つ研究論文を掲載するという編集方針である。Abstract には、どの分野間の連携によってどのようなブレイクスルーを可能としたのか、という点を明確に記載することを要求する。他誌とは異なり、どんな連携を行ったのかを記述する「コラボレーション」という項目を設けている。研究者に、異分野の研究者と連携をして当たり前、という意識を根付かせることで、従来のような、大学間、学部間、研究室間の縦割り体制を崩すことを試みている。
（2）開かれた科学雑誌
小児科以外の研究者からの論文投稿を積極的に募集し、学会への加入や投稿者の所属を問わず、開かれた科学雑誌を目指している。刊行物の電子化を強く押し進め、学会ホームページにて迅速な研究成果の公開（早期公開）を行っている。小児科以外から研究アイディアを募集することで、新しい技術・研究成果を集めている。
（3）他分野のレフェリーによる査読体制
異分野のレフェリーによる査読体制を構築している。レフェリーも異分野の論文の査読することで、レフェリー自身にも専門分野の査読だけでは得られない知見と経験を持たせ、異分野連携研究者としての質そのものを向上させることを目標としている。
（4）争点の明確化
新しいアイディア・独自性を備えた研究成果には、これまで予想しなかったような課題が浮き彫りになることが予想される。異分野連携を行った研究ではこのような事態は特に頻出する。そのため、今後解決すべき研究および社会・倫理上の課題となる点をわかりやすく「争点」として記述し、研究者間だけでなく、患者を含む一般人の間でも議論を促すことでコミュニケーション障害の解決を図ろうとしている。
（5）日英論文の掲載
研究論文を含む全ての著作物を、英語と日本語の両言語で掲載している。日本発の英論文誌の発展・育成を通じて国際的な研究発信力を高めること、国内研究者および一般人への研究成果の発信・流通、さらなる異分野連携の推進を目的としている。